# 山内豊昌
山内 豊昌（やまうち とよまさ）は、土佐国高知藩（土佐藩）の第4代藩主。

## 生涯
寛永18年（1641年）8月29日、第3代藩主・山内忠豊の長男として生まれる。明暦3年（1657年）に元服し、寛文9年（1669年）6月15日の父の隠居により家督を継いだ。藩主権力の確立のために、天和元年（1681年）に地方知行制を蔵米支給制に改め、天和3年（1683年）以後は年々の年貢を平均して徴収する平等免制度とした。元禄3年（1690年）には「元禄大定目」を制定して、藩士や領民の生活を統制する。また、豊昌は剣術の達人で、武術を奨励した。
しかし元禄元年（1688年）、支藩中村藩の改易、藩政改革における交通路改築の失敗、さらには自らの能楽・食道楽による藩財政悪化、山林荒廃を招くなどの失政もあった。これら一連の改革を天和の改革という。
元禄13年（1700年）9月14日に江戸で死去した。享年60。墓所は国史跡の土佐藩主山内家墓所（高知県高知市筆山町）で公益財団法人土佐山内記念財団が管理団体となっている。山内家墓所の北側（高知市天神町）には筆頭菩提寺の真如寺が位置する。
男児がなかったため、分家の山内豊房を婿養子として跡を継がせた。

## 人物
- 後に12代藩主の山内豊資が名付け親とされる酒盗が好物であったという[3]。

## 系譜
- 父：山内忠豊（1609-1669）
- 母：長姫 - 長光院、池田利隆の娘
- 正室：仙寿院 - 松平定頼の四女
- 側室：法雲院 - 三条公富の娘
- 生母不明の子女
  - 女子：多代 - 国、高寿院、山内豊房正室
  - 女子：玉姫 - 京極高豊正室
  - 女子：阿部正邦正室
  - 女子
- 養子
  - 男子：山内豊房（1672-1706） - 山内一俊の長男
  - 女子：休 - 久留島通政継室、山内一俊娘